# Ściony
Ściony [pronunciación en polaco: /ˈɕt͡ɕɔnɨ/] es un pueblo ubicado en el distrito administrativo de Gmina Brańsk, dentro del Condado de Bielsk, Voivodato de Podlaquia, en el norte de Polonia oriental. Se encuentra aproximadamente a 10 kilómetros al norte de Brańsk, a 27 kilómetros al oeste de Bielsk Podlaski, y a 40 kilómetros al suroeste de la capital regional Białystok.